# Kraainem
Kraainem (nederländskt uttal: [ˈkraːinɛm] lyssna (fil), franska (inofficiellt): Crainhem) är en kommun i provinsen Flamländska Brabant i regionen Flandern i Belgien. Kommunen hade 13 730 invånare (2019).
En majoritet av kommunens invånare är numera fransktalande.